# Melanagromyza drakensbergi
Melanagromyza drakensbergi är en tvåvingeart som beskrevs av Spencer 1965. Melanagromyza drakensbergi ingår i släktet Melanagromyza och familjen minerarflugor. Inga underarter finns listade i Catalogue of Life.